# Head-Smashed-In Buffalo Jump
Head-Smashed-In Buffalo Jump is een buffalo jump in de uitlopers van de Rocky Mountains, 18 km ten noordwesten van de plaats Fort Macleod in de Canadese provincie Alberta. Een buffalo jump is een rotsformatie die de indianen traditioneel gebruikten tijdens de bizonjacht; de bizons werden in de richting van zo'n klif gedreven, werden genoodzaakt te springen en braken dan hun poten. Archeologisch zijn buffalo jumps erg interessant omdat de indianen zich meestal in de buurt van zo'n jump vestigden. De Head-Smashed-In Buffalo Jump is sinds 1981 een UNESCO Werelderfgoedsite op basis van het zesde culturele criterium.

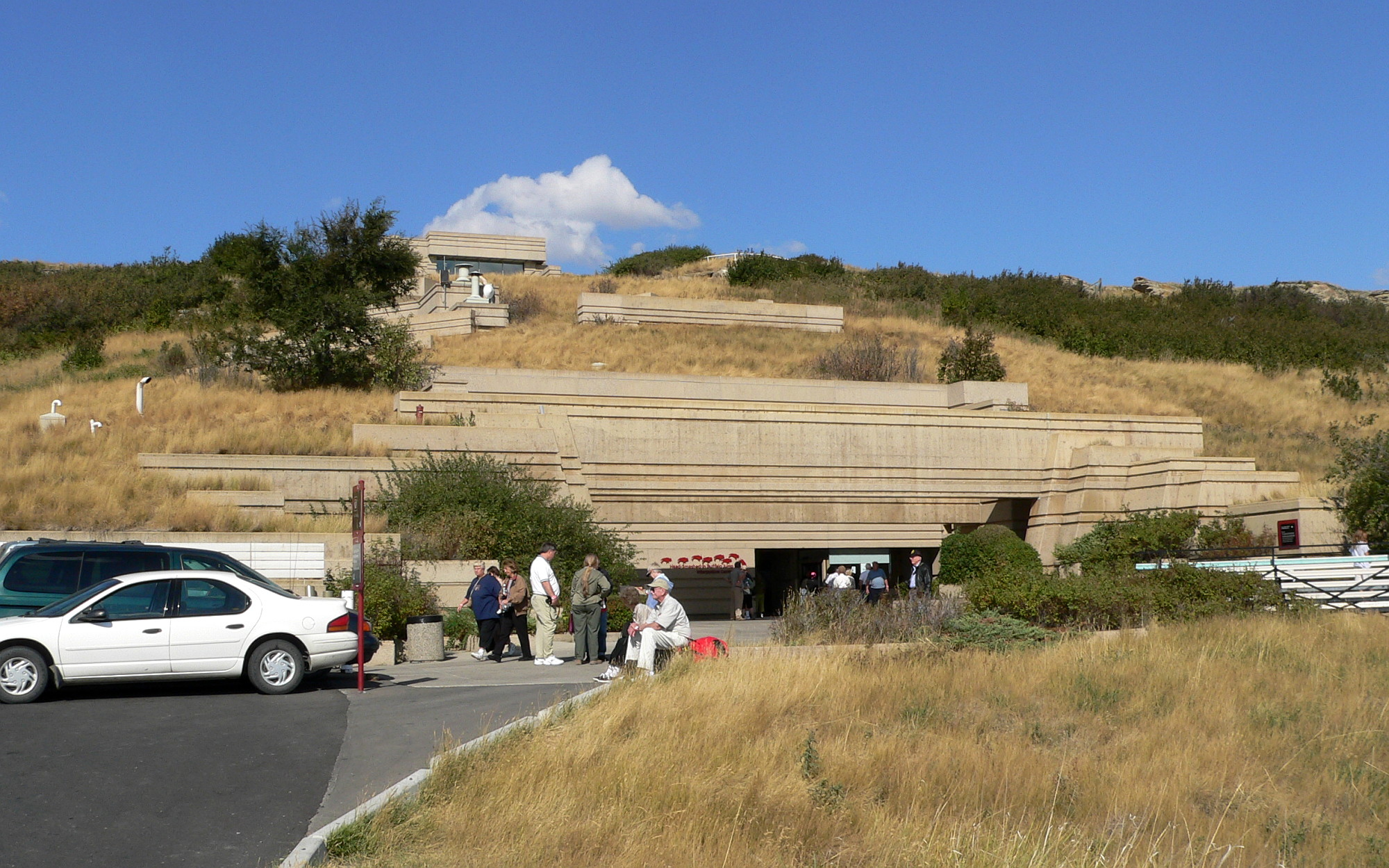
Bezoekerscentrum en museum

In de negentiende eeuw was de Head-Smashed-In Buffalo Jump verlaten. De plaats werd voor het eerst herontdekt door Europeanen in de jaren 1880. De eerste opgraving gebeurde in 1938 door het American Museum of Natural History. In 1968 duidde Canada de site aan als een National Historic Site. De provincie Alberta volgde in 1979 en duidde Head-Smashed-In aan als Provincial Historic Site. Toen UNESCO de site tijdens de vijfde sessie in 1981 aanwees als cultureel Werelderfgoed, werd Head-Smashed-In de vijfde Werelderfgoedsite in het land.
In 1987 opende het bezoekerscentrum en museum over de cultuur van de Blackfootindianen nabij de buffalo jump. Het gebouw is zo natuurlijk mogelijk ingewerkt in een oude zandstenen klif. In het museum wordt de ecologie, mythologie, levensstijl en technologie van de Blackfootindianen uit de doeken gedaan, op basis van het beschikbare archeologische bewijs en vanuit zowel indiaanse als Europese standpunten. In het bezoekerscentrum worden er daarnaast allerlei workshops aangeboden, zoals mocassins maken. Ten slotte worden er ook verschillende evenementen en indianenfestivals gehouden.